# Museum voor het Land van Heusden en Altena
Het Museum voor het Land van Heusden en Altena is een streekmuseum dat gevestigd is in het Gouverneurshuis te Heusden.
Het in 1964 gestichte museum is gevestigd in het Gouverneurshuis. Dit huis stamt uit 1592 en was de woning van de gouverneur van het te Heusden gelegerde garnizoen. Ook later hebben er voorname Heusdenaren gewoond.
In 1985 kwam het museum in dit huis. Er zijn voorwerpen te vinden die betrekking hebben op het Land van Heusden en Altena, zoals archeologische vondsten, schilderijen, prenten, boeken, historische kaarten en zilver- en glaswerk en porselein. Ook is er een verzameling 17e- en 18e-eeuws Chinees porselein, geschonken door de Bossche kunstschilder A. Weimar.
Ook is er een Gildekamer met voorwerpen die het Oude Gilde van de Voetboog van Sint Joris betreffen, een schuttersgilde dat in 1588 werd opgericht. Verder is er een collectie waterschapsglazen uit 1762 van het voormalige Waterschap De Hooge Maasdijk van Stadt en Lande van Heusden.
Bij het Gouverneurshuis behoort een fraaie tuin.